# Évêché titulaire de Gauriana
Gauriana est le nom d'un diocèse de l'église primitive aujourd'hui désaffecté.
Son nom est utilisé comme siège titulaire pour un évêque chargé d'une autre mission que la conduite d'un diocèse contemporain.
Il est actuellement porté par Mgr Joseph Boishu, évêque auxiliaire émérite de Reims.

## Situation géographique
Ce diocèse était situé en Afrique du nord, dans l'ancienne région romaine de Numidie, possiblement à Henchir-Gouraï en Algérie.

## Liste des évêques contemporains titulaires de ce diocèse
| Début      | Fin        | Nat.        | Nom                                | Fonction exercée                        |
| ---------- | ---------- | ----------- | ---------------------------------- | --------------------------------------- |
| 05/07/1951 | 08/06/1964 | Italie      | Mgr Ernesto Aurelio Ghiglione (de) | Vicaire apostolique de Benghazi (Libye) |
| 07/12/1966 | 01/11/1974 | Italie      | Mgr Teresio Ferraroni (it)         | Évêque auxiliaire de Milan              |
| 06/03/1984 | 07/12/2002 | Philippines | Mgr Teodoro Bacani Jr. (en)        | Évêque auxiliaire de Manille            |
| 21/01/2003 |            | France      | Mgr Joseph Boishu                  | Évêque auxiliaire de Reims              |

## Sources
- (en) Fiche sur le site catholic-hierarchy.org